# Canadair CT-133 Silver Star
Le Canadair CT-133 Silver Star (désignation interne de la compagnie CL-30) était la version produite sous licence au Canada de l'avion d'entraînement américain T-33 Shooting Star, conçu par Lockheed. En service des années 1950 jusqu'à 2005, cette version canadienne était propulsée par un turboréacteur Rolls-Royce Nene 10, alors que l'appareil original était doté d'un Allison J33.
Il est parfois désigné par erreur CT-33, mais cette désignation n'a jamais été employée dans la désignation officielle.

## Conception et développement
Le CT-133 fut le résultat d'un contrat de 1951 concernant la production d'avions d'entraînement T-33 pour l'Aviation royale canadienne (ARC), équipés de moteurs britanniques Rolls-Royce Nene plutôt que du moteur Allison J33 américain. Le projet reçut la désignation de CL-30 par Canadair et son nom fut changé en Silver Star. L'aspect extérieur du CT-133 est très particulier, en raison des gros réservoirs auxiliaires de carburant habituellement fixés aux extrémités de la voilure.
Un total de 656 exemplaires du CT-133 furent produits par l'usine Canadair de Montréal, au Québec.

## Carrière opérationnelle

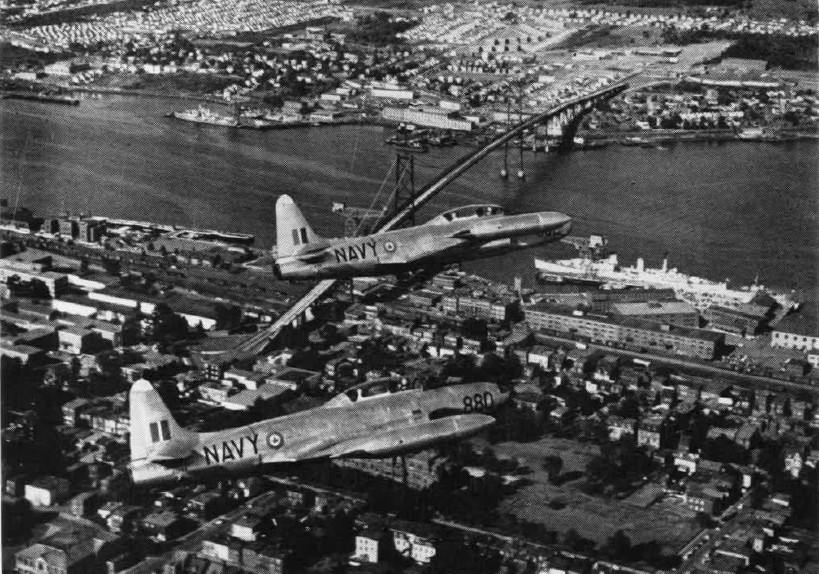
Deux CT-133 de la Marine royale canadienne au-dessus de la ville d'Halifax, en 1957.

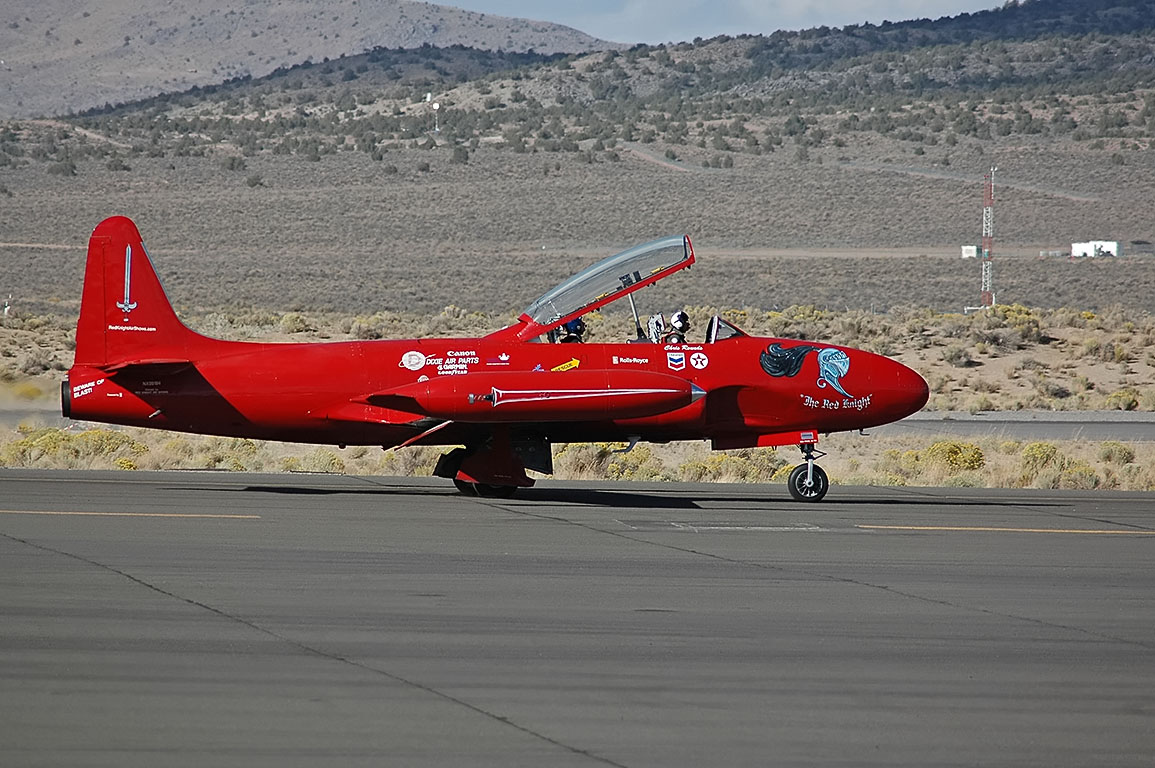
Canadair CT-133 Mk.3 à Reno, dans le Nevada. Cet exemplaire appartient à la patrouille acrobatique des Red Knights.

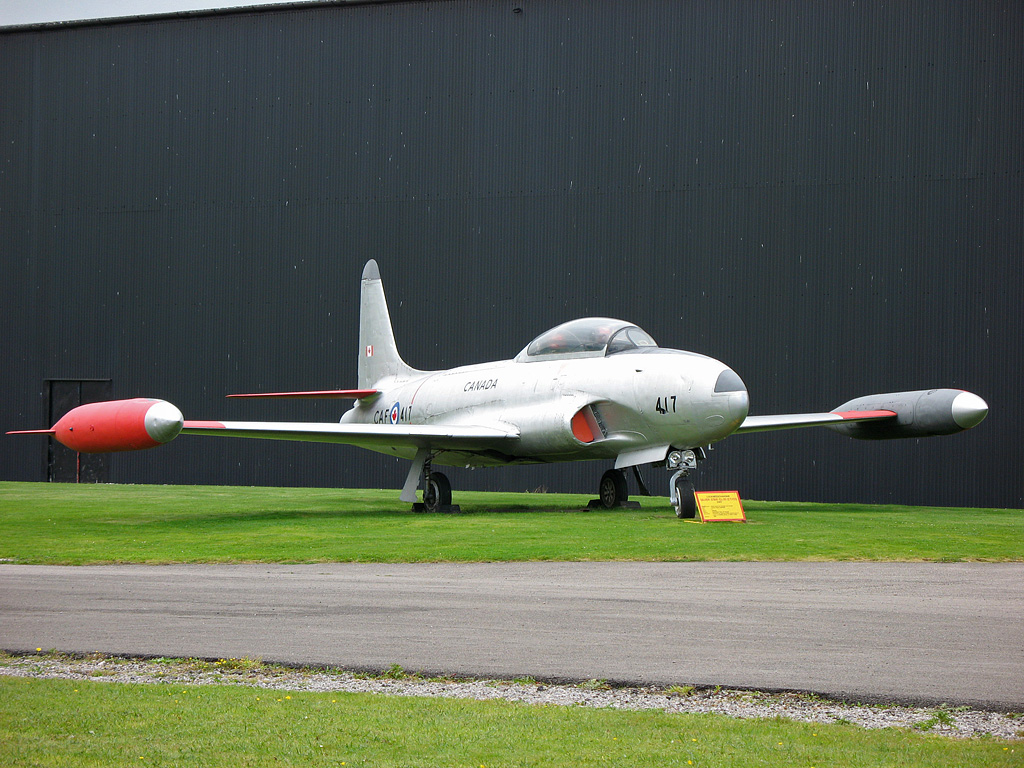
Un Canadair CT-133 Silver Star à RAF Elvington.

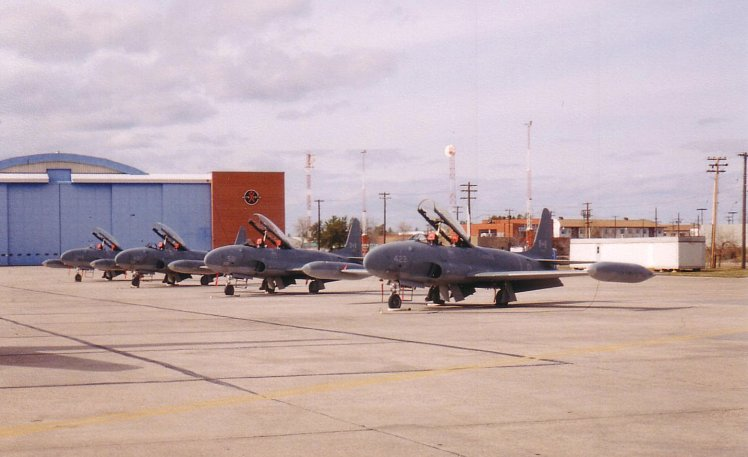
Une rangée de CT-133 du 417e Escadron de soutien au combat à la base de Cold Lake.

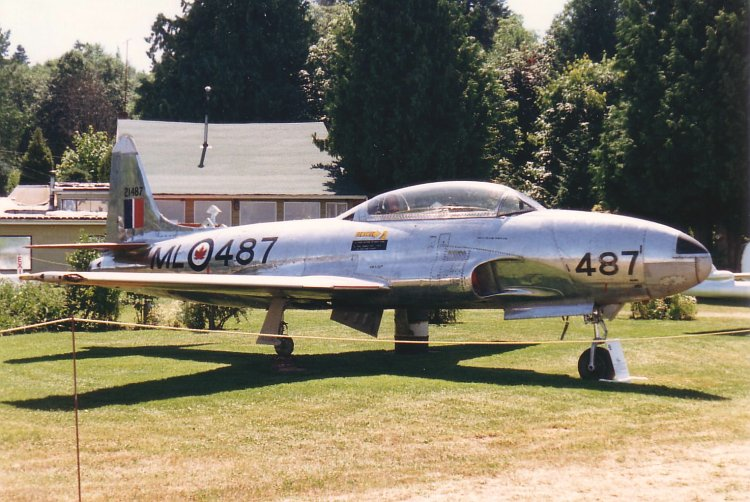
Canadair CT-133 sans ses réservoirs d'extrémité d'ailes, possédant des marquages de l'ARC, exposé au Musée canadien du vol (juillet 1988).

Le CT-133 entra en service au sein de l'Aviation royale canadienne et devint son principal avion d'entraînement au combat et à l'interception. L'ARC le nomma « Silver Star » en hommage au premier plus-lourd-que-l'air canadien (et de l'Empire britannique), l'AEA Silver Dart. Sa désignation dans les forces canadiennes était CT-133.
L'avion était fiable et possédait des caractéristiques de vol assez rassurantes, qui pardonnaient assez facilement les erreurs de pilotage des débutants. Il était également très solide, et sa carrière au sein de l'ARC (plus tard devenue Forces armées canadiennes) fut extrêmement longue. L'un des rôles les plus inhabituels que joua l'avion était celui d'avion d'acrobatie au sein d'une équipe de présentation, la patrouille acrobatique des Chevaliers rouges, dont les appareils étaient peints en rouge vif. Bien que le CT-133 ait cessé d'être utilisé comme avion d'entraînement en 1976, il restait encore plus 50 exemplaires de l'appareil dans l'inventaire des forces canadiennes en 1995. Le plus « jeune » de ces avions avait tout de même déjà 37 ans et avait dépassé sa durée de vie prévue d'un facteur de 2,5. Pendant cette période, le Silver Star servit pour la communication, le remorquage de cibles et la simulation d'avion ennemis (appelés « Aggressors », aux États-Unis)
Le dernier Silver Star Mk.3 fut retiré du service à l'établissement de tests d'ingénierie aérospatiale (Centre d'essais techniques sur la base de Cold Lake, en Alberta, après 46 ans de service. Il y était utilisé pour tester les sièges éjectables. Le CT-133 no 133648 fut placé en stockage à Mountain View (en), le 26 avril 2005. Assemblé en mars 1959 en tant que CT-133 avec le numéro de série initial de l'ARC 21648, il avait atteint un total de 11 394,6 heures de vol au moment de son retrait du service militaire. Il a été vendu sur le marché civil, en même temps que quinze autres CT-133. Ces avions vont rejoindre les cinquante autres déjà inscrits sur les registres de l'aviation civile américaine et continueront de voler comme héritages vivants des premiers âges de l'aviation à réaction.

## Versions
- T-33A Silver Star Mk.1 : Avion d'entraînement biplace pour l'ARC, construit par Lockheed aux États-Unis. 30 exemplaires ont été loués à l'ARC ;
- CT-133ANX Silver Star Mk.2 : Premier prototype canadien. Un seul exemplaire produit ;
- Silver Star Mk.3 : Avion d'entraînement biplace pour l'ARC :
  - Silver Star Mk.3PT : Version non armée ;
  - Silver Star Mk.3AT : Version armée ;
  - Silver Star Mk.3PR : Version de reconnaissance photographique.
- CE-133 : Avion d'entraînement à la guerre électronique ;
- CX-133 : Banc d'essais volant pour sièges éjectables ;
- ET-133 : Simulateur de menaces aériennes ;
- TE-133 : Simulateur de menaces anti-navires.

## Utilisateurs
- Canada :
  - Aviation royale canadienne[3] ;
  - Marine royale canadienne[3] ;
  - Forces armeés candiennes[3] ;
  - Conseil national de recherches Canada[4].
- Bolivie :
  - Force aérienne bolivienne : 20 AT-33A-N, appartenant précédemment aux forces canadiennes[5]. Ces appareils sont toujours en service.
- France :
  - Armée de l'air française : Avions livrés entre 1959 et 1962[6].
- Grèce :
  - Force aérienne grecque : Anciens appareils de l'ARC[7].
- Portugal :
  - Force aérienne portugaise[8].
- Turquie :
  - Armée de l'air turque[9].

## Exemplaires préservés

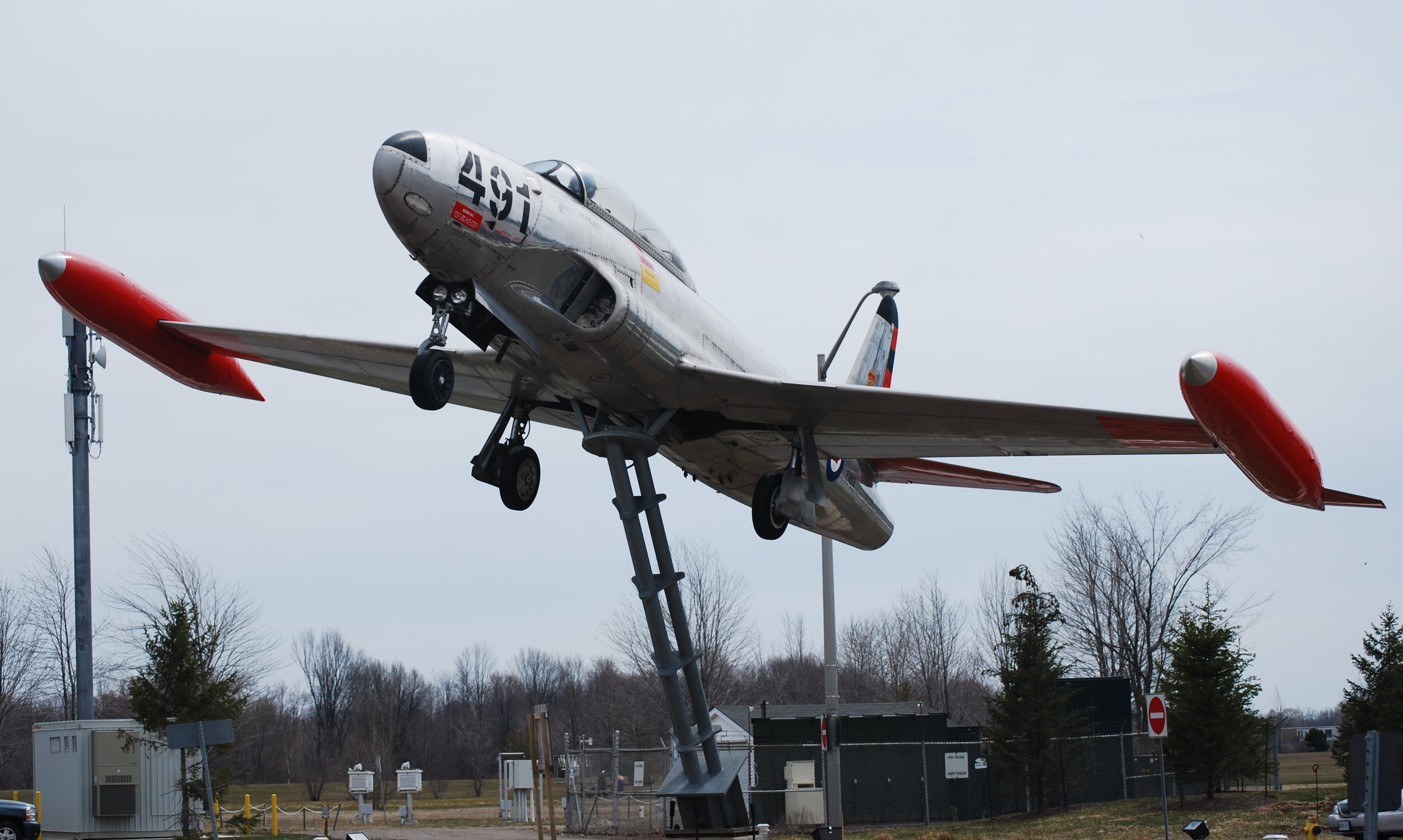
CT-133 installé devant l'aérogare principale de l'aéroport international de London, à London, en Ontario (Canada).

Les lieux suivants disposent de CT-133 en exposition ou en état de vol :
- Alberta :
  - Alberta Aviation Museum (en)[10].
- Colombie-Britannique :
  - Musée canadien du vol[11] ;
  - Comox Air Force Museum (en)[12].
- Manitoba :
  - Gimli[13].
- Nouvelle-Écosse :
  - Atlantic Canada Aviation Museum (en)[14] ;
  - Greenwood Military Aviation Museum[15] ;
  - Shearwater Aviation Museum (en)[16].
- Ontario :
  - Canadian Air and Space Museum (en)[17] ;
  - Musée de l'aviation du Canada[18] ;
  - Canadian Historical Aircraft Association (en)[19] ;
  - Jet Aircraft Museum (en) : Ce musée possèdera six exemplaires opérationnels[20] ;
  - Aéroport international de London[21] ;
  - National Air Force Museum of Canada (en)[22].
- Royaume-Uni :
  - RAF Manston History Museum, sur la base RAF Manston, Kent, Angleterre[23] ;
  - Yorkshire Air Museum (en), at RAF Elvington, Angleterre[24].
- France :
  - musee de l aviation de chasse européen a Montélimar

Bibliothèque  de Val-d'or, cadeaux  de l'armée Canadienne lors de la fermeture de la base aérienne

### Magazines
- (en) Flight Comment: The Canadian Forces Flight Safety Magazine, Ottawa, Canada, Publishing and Depository Services, été 2005  (ISSN 0015-3702).
- (en) « Silver Star Stand Down », Air Classics, Canoga Park, Californie, Challenge Publications,‎ avril 2006 (ISSN 0002-2241).